# Raz-de-marée des Saints Cosme et Damien en 1509
Le raz-de-marée des Saints Cosme et Damien est une inondation survenue en 1509 aux Pays-Bas.